# Бускеруд
Бускеруд (норв. Buskerud) је округ у јужном делу Норвешке. Управно седиште округа је град Драмен. Значајни су и градови Хенефос и Конгсберг.
Површина округа Бускеруд је 14.910,76 km², на којој живи око 260 хиљада становника.
Грб Бускеруда потиче из 1966. године и на њему се налази плави медвед, који означава добијање плавог пигмента из кобалта (оваква производња је некад постојала у градићу Модум). Сива позадина означава руднике сребра у Конгсбергу. 

## Положај и границе округа
Округ Бускеруд се налази у јужном делу Норвешке и граничи се са:
- север: округ Опланд,
- исток: Град Осло,
- југоисток: округ Акерсхус,
- југоисток: Северно море (Залив Осло),
- југ: округ Вестфолд,
- југозапад: округ Телемарк,
- запад: округ Хордаланд,
- северозапад: округ Согн ог Фјордане.

## Природни услови
Бускеруд је округ са кратким излазом на море, са пространим планинским и шумовитим залеђем на западу. Приобаље на југоистоку је у виду неколико мањих долина и омањих низија. На западу се издиже планина Халинг.
Округ излази на Северно море, на његов део Категат. Обала је разуђена, са полуострвом Хурум. У округу постоји и низ језера, од којих су већ и значајнија Кредерен и Тири.

## Становништво
По подацима из 2010. године на подручју округа Бускеруд живи преко 260 хиљада становника, већином етничких Норвежана.
Округ последњих деценија бележи значајно повећање становништва. У последњих 3 деценије увећање је било за приближно 20%.
Густина насељености - Округ има густину насељености од око 18 ст./км², што је осетно више од државног просека (12,5 ст./км²). Источни, нижи део округа је много боље насељен него планински на западу.

## Подела на општине
Округ Бускеруд је подељен на 21 општину (kommuner).